# Prayer (Pärt)
Pour les articles homonymes, voir Prayer.
Prayer est une œuvre pour chœur mixte et orchestre à cordes, issue de Kanon Pokajanen (1997) et réécrite sous forme de morceau individuel en 2018 par Arvo Pärt, compositeur estonien associé au mouvement de musique minimaliste.

## Historique
La pièce est réécrite en 2018 à partir du morceau Prayer After the Canon de Kanon Pokajanen (1997) à la demande du chef d'orchestre Tõnu Kaljuste qui créa, vingt-ans auparavant, l'une des œuvres les plus importantes du compositeur estonien. Comme la pièce dont elle est issue, le texte de Prayer est basé sur un texte liturgique de l'église orthodoxe russe, le Canon de la repentance d'André de Crête.
Prayer est créé dans l'église Saint-Paul de Viljandi le 7 septembre 2018 par le Chœur de chambre philharmonique estonien et l'Orchestre de chambre de Tallinn sous la direction de Tõnu Kaljuste dans le cadre du « Nargenfestival–Arvo Pärt Days ».

## Structure
Composée pour chœur mixte (SATB) et orchestre à cordes, Prayer est constituée d'un morceau unique chanté en slavon liturgique dont l'exécution dure environ treize minutes.